# BR-365

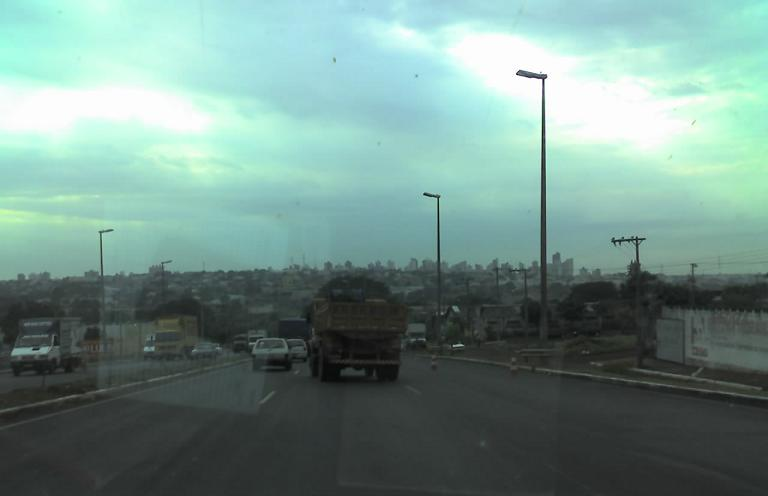
BR-365 em Uberlândia, 2008.

A BR-365 é uma rodovia federal diagonal brasileira. Se inicia em Montes Claros, MG, e termina em São Simão, Goiás. Entre os municípios atravessados pela BR-365 destacam-se: Montes Claros, Patos de Minas, Uberlândia e Ituiutaba.

## Importância econômica
A BR-365 tem sua maior importância econômica através do escoamento da produção agrícola de Minas Gerais. Também promove a integração regional e estadual, facilita o turismo para as praias do Espírito Santo e para a Região Nordeste, entre outros. Pela BR-365, grãos do Centro-Oeste viajam até o porto de Santos, e a rota é usada para abastecimento da região sul de Goiás e Minas Gerais, entre outros, com produtos da indústria, materiais de construção e alimentos.

## Duplicações
O trecho entre Uberlândia e o entroncamento com a BR-153 foi duplicado. Em 2020, havia também previsão para duplicar entre o entroncamento com a BR-153 e Ituiutaba.